# Bosó de Higgs
El bosó de Higgs o partícula de Higgs és una partícula elemental proposada dins del model estàndard de la física de partícules. Aquesta partícula té una importància fonamental, ja que la seva existència confirma l'existència del camp de Higgs que permet donar una explicació al fet que algunes partícules, com ara el fotó, no tinguin massa i d'altres, com els bosons W i Z, sí que en tinguin. El nom d'aquesta partícula es deu al fet que es tracta d'un bosó i al nom d'un dels seus proponents, Peter Higgs.

## Història
El mecanisme de Higgs, el que dona massa als bosons W i Z, va ser teoritzat l'any 1964 en tres articles de tres grups diferents: un de François Englert i Robert Brout, un altre de Peter Higgs, i finalment un tercer de Gerald Guralnik, Carl R. Hagen i Tom W. B. Kibble. L'any 1967, Steven Weinberg i Abdus Salam van incorporar el mecanisme de Higgs de trencament espontani de simetria dins la teoria electrofeble de Sheldon Glashow, en el que acabaria esdevenint el model estàndard de la física de partícules.
Per la seva importància, el bosó de Higgs ha estat objecte d'una recerca intensiva per part de diversos grups experimentals. El 4 de juliol del 2012, el CERN va anunciar el descobriment d'una nova partícula, de massa al voltant dels 125-127 GeV, compatible amb el bosó de Higgs. Un any més tard, Peter Higgs i François Englert foren guardonats amb el Premi Nobel de Física (2013) pel descobriment teòric d'un mecanisme que contribueix a la nostra comprensió de l'origen de la massa de les partícules subatòmiques, i que recentment va ser confirmat mitjançant el descobriment de la partícula fonamental predita pels experiments ATLAS i CMS del Gran Col·lisionador d'Hadrons del CERN.
L'anunci del seu descobriment va generar una gran cobertura per part de mitjans de comunicació d'arreu del món, va generar expressions de gran entusiasme, per exemple comparant-lo amb l'arribada de l'home a la Lluna. En alguns mitjans periodístics, el bosó de Higgs ha estat anomenat la partícula de Déu arran de la publicació per Leon Lederman l'any 1993 d'un llibre divulgatiu sobre aquest, titulat The God Particle: If the Universe Is the Answer, What Is the Question?

## Visió teòrica general

Un diagrama de Feynman d'una manera en què es pot produir un bosó de Higgs en un col·lisionador de partícules. Aquí, dos gluons fusionen en un quark cim/anticim, que després es combina per a fer un Higgs neutre

La partícula anomenada bosó de Higgs és un quàntum d'un dels components del camp de Higgs. En un espai buit, el camp de Higgs adquireix un valor diferent de zero, que roman constant en el temps i en tot lloc de l'univers. El valor esperat del buit (VEV) d'un camp de Higgs és constant i igual a 246 GeV. L'existència d'un VeV no zero té una importància fonamental: dona una massa a cada partícula elemental, incloent-hi el bosó de Higgs. En particular, l'adquisició espontània d'un VeV diferent de zero trenca la simetria gaugiana electrofeble, un fenomen conegut com el mecanisme de Higgs. Aquest és el simple mecanisme capaç de donar massa a un bosó de gauge, que és també compatible amb la teoria de gauge.
En el model estàndard, un camp de Higgs consisteix en dos camps neutrals i dos de carregats. Els dos components carregats i un del neutre són bosons de Goldstone, que no tenen massa i es converteixen, respectivament, en els components longitudinals de tercera polarització dels bosons W i Z (massius). El quàntic dels restants components neutrals corresponen als bosons massius de Higgs. Un camp de Higgs és un camp escalar, el bosó de Higgs té un espín zero i no té moment angular intrínsec. El bosó de Higgs és també la seva pròpia antipartícula i té simetria CP.
El model estàndard no prediu el valor de la massa del bosó de Higgs. Si la massa d'aquest bosó és entre 115 i 180 GeV, llavors el model estàndard pot ser vàlid a totes les escales energètiques fins a l'escala de Planck (10¹⁶ TeV). Moltes teories estan a l'expectativa d'una nova física més enllà del model estàndard, que podria sorgir a escales de TeV, basades en les manques del model estàndard. L'escala més alta possible de massa permesa en el bosó de Higgs (o en alguna ruptura espontània de simetria electrofeble) és d'un TeV; després d'aquest punt, el model estàndard es torna inconsistent sense un mecanisme d'aquest tipus perquè la unicitat és violada en certs processos de dispersió. Molts models de supersimetria prediuen que el bosó de Higgs tindrà una massa només lleugerament per sobre dels actuals límits experimentals, a uns 120 GeV o menys.

## Investigació experimental
Fins al 2009, el bosó de Higgs no ha estat detectat experimentalment, a pesar dels grans esforços d'investigació en els experiments dels acceleradors de partícules com el CERN o el Fermilab. La no-obtenció de proves clares permet estimar un valor mínim experimental de massa 114,4 GeV per al bosó de Higgs del model estàndard, amb un nivell de confiança del 95%. Un petit nombre d'esdeveniments no concloents han estat registrats experimentalment en el col·lisionador LEP en el CERN. Aquests han pogut ser interpretats com a resultats dels bosons de Higgs, però l'evidència és inconclusa. S'espera que el gran col·lisionador d'hadrons, ja construït en el CERN, les primeres proves del qual es van realitzar el passat 10 de setembre del 2008, pugui confirmar o desmentir l'existència d'aquest bosó.
L'estudi més precís de les mesures permet concloure que el bosó massiu de Higgs del model estàndard té una magnitud major de 144 GeV amb un 95% de nivell de confiança, així s'afirma des de març de 2007 (incorporant una mesura actualitzada de les masses del quark cim i del bosó W).
La recerca del bosó de Higgs és també l'objectiu de certs experiments del Tevatron en el Fermilab.
El 4 de juliol de 2012, les col·laboracions CMS i ATLAS del LHC fan públics els resultats preliminars de l'anàlisi de dades de 2012 i reporten el descobriment d'una nova partícula compatible amb el bosó de Higgs. CMS reporta un bosó de massa 125,3±0,6 GeV amb significació estadística de 4,9 sigma, mentre que ATLAS afirma el descobriment d'un bosó de 126,5 GeV amb una significació de 5,0 sigma.
El juliol de 2017 el CERN va confirmar que les mesures obtingudes fins llavors concordaven amb el model Estàndard. Experiments posteriors al LHC han donat força evidències del mecanisme predit del decaïment en fermions com una parella de quarks fons (H → bb) (3,6 sigmes) i el decaïment en un parell de leptons tau (H→ττ) (5,9 sigmes). Els últims resultats publicats (19 de març de 2018) a 13 TeV per part dels detectors ATLAS i CMS és de 124.98 ± 0.28 GeV i 125.26 ± 0.21 GeV respectivament.
El juliol de 2018 ATLAS i CMS van publicar l'observació del decaïment del bosó de Higgs en un parell de quarks fons (H → bb), que és aproximadament el 60% del total. La significació estadística d'aquestes mesures és de 5,6 (CMS) i 5,4 (ATLAS) sigma que combinades donen una significació de 7,8 sigma.

## Alternatives al mecanisme de Higgs per a la ruptura espontània de simetria electrofeble
Des dels anys en els quals va ser proposat el bosó de Higgs, han existit molts mecanismes alternatius al mecanisme proposat per Higgs. Totes les altres alternatives usen una dinàmica que interacciona fortament per a produir un valor esperat del buit que trenqui la simetria electrofeble. Una llista parcial d'aquests mecanismes alternatius és: 
- Technicolor:[20] és la classe de model que intenta imitar la dinàmica de la força forta com a camí per a trencar la simetria electrofeble.
- El model d'Abbott-Farhi de composició dels bosons de vectors W i Z.[21]
- Quark cim condensat.